# 石湾水库
石湾水库是中国安徽省滁州市天长市境内的一座水库，位于淮河水系白塔河上，建于1971年。水库正常库容为1570万立方米，集雨面积为244平方千米，海拔为24米。